# Katherine Shindle
Katherine Renee "Kate" Shindle (née le 31 janvier 1977 à Toledo en Ohio) est une actrice, chanteuse, écrivaine américaine, couronnée Miss Illinois (en) 1997, puis Miss America 1998. Elle est également une militante pour la lutte contre le Sida.

## Source de la traduction
- (en) Cet article est partiellement ou en totalité issu de l’article de Wikipédia en anglais intitulé « Katherine Shindle » (voir la liste des auteurs).